# L'auto-analyse de Freud
Pour les articles homonymes, voir Auto-analyse (homonymie).
 L'auto-analyse de Freud et la découverte de la psychanalyse  est un livre du psychanalyste Didier Anzieu édité pour la première fois en 1959. L'auteur  publia une nouvelle édition de l'ouvrage en 1975 et une 3e édition remaniée en un seul volume en 1988.
 L'auto-analyse de Freud — et la découverte de la psychanalyse est devenu un ouvrage de référence dans l'histoire de la psychanalyse.

## Qu'est-ce que l'auto-analyse?
Pour Didier Anzieu et indépendamment de son livre, l'autoanalyse consiste « à interpréter le matériel conscient, préconscient et inconscient recueilli sur soi-même », comme les rêves, les actes manqués, etc.

« La psychanalyse et l'autoanalyse ont été inventées conjointement par Sigmund Freud à Vienne entre 1895 et 1902 », écrit Anzieu. La méthode de Freud comprenait 4 étapes: 1) la notation du matériel par écrit; 2) sa décomposition en séquences; 3) l'association libre à propos des séquences; 4) faire des rapprochements interprétatifs à partir des associations d'idées.
D'après Roudinesco et Plon, « le statut de l'auto-analyse fut toujours aussi problématique que celui de la scientificité de la psychanalyse », du fait que la « nouvelle “science” », la psychanalyse, « doit son existence aux énoncés d'un père fondateur [...] ». Les deux auteurs rapportent au cours de cet assez long article intitulé  « Auto-analyse » la remarque de Patrick Mahony selon laquelle l'auto-analyse de Freud fut une cure par l'écrit et non par la parole, et que c'est Ernest Jones qui « popularisa le terme d'auto-analyse ».

## Histoire du livre de Didier Anzieu
En tant que psychanalyste, Didier Anzieu, écrit René Kaës, « a été travaillé par la conjonction de son histoire personnelle, de son histoire psychanalytique et de l'histoire du mouvement psychanalytique français ».

Le livre L'auto-analyse de Freud, édité pour la première fois en 1959, est l'aboutissement de travaux de recherche préalables sur le sujet dans les années 1950. Deux autres éditions dans lesquelles l'auteur aura remanié la première version à plus d'une décennie d'intervalle vont suivre en 1975 et 1988.

### Années 1950
Didier Anzieu, « jeune professeur de philosophie » encore, allait « devenir pour trois ans (1951-1954) l'assistant à la Sorbonne » de Daniel Lagache, qui lui proposa,« pendant l'hiver 1950-1951, pour sujet de thèse, l'auto-analyse ». Sur la recommandation de Daniel Lagache, le jeune Didier Anzieu avait préparé la licence de psychologie qui venait d'être créée, et entrepris une formation psychanalytique.

Durant ses travaux de recherche des années 1950, Didier Anzieu préfaça par ailleurs en 1953 la traduction française de Karen Horney, L'auto-analyse (1942).

La thèse parue en 1959 en un volume s'appelait « L'auto-analyse, son rôle dans la découverte de la psychanalyse par Freud, sa fonction en psychanalyse ».

### Les différentes éditions du livre d'Anzieu
Pour Catherine Chabert, qui relie L'auto-analyse de Freud (1959, 1975, 1988) au Corps de l'Œuvre (1981) en considérant qu'avec L'auto-analyse de Freud, la perspective d'Anzieu  est de proposer « une psychanalyse du génie créateur » du fondateur de la psychanalyse, « le trait mérite d'être souligné: Didier Anzieu n'abandonne pas ses ouvrages. Il en produit de nouveaux mais reste attaché aux anciens qu'il s'efforce régulièrement de parfaire ».

#### 1959 et 1975
La 1re édition de L'auto-analyse eut donc lieu en 1959. Dans son « Avant-propos » à la nouvelle édition de 1975 dans laquelle le livre s'intitule désormais L'auto-analyse de Freud et la découverte de la psychanalyse , Didier Anzieu écrit: « Il n'était pas question pour nous de réimprimer tel quel ce livre disparate, duquel certains patients attendaient bien à tort la recette miraculeuse pour se guérir eux-mêmes [...] ». Il va s'ensuivre une mise à jour dans laquelle Anzieu a décidé de se limiter aux thèmes suivants: « le jeune Freud »; « le rêve »; « la découverte de la psychanalyse ». Il étoffe alors uniquement son « ancienne première partie sur l'auto-analyse de Freud pour composer un ouvrage nouveau ». Il tient compte dans les années 1970 des changements survenus dans l' histoire de la psychanalyse en France, il écrit en effet: « Depuis 1959, le climat intellectuel a beaucoup évolué en France à l'égard de la psychanalyse ». Et il étudie les travaux de recherche publiés entre-temps sur le sujet, notamment celui « d'une rare érudition » de l'Américain Alexandre Grinstein, On Sigmund Freud's Dreams (1968), mais qui ne concerne que dix-huit des quarante-trois rêves personnels de Freud.
Sophie de Mijolla-Mellor observe que l'« étude sur l'autoanalyse en général, tant dans le domaine littéraire (surréalistes) que dans la clinique pendant et après la  cure », présente dans la 1re édition de 1959, « n'apparaît plus dans l'ouvrage de 1975 qui est centré sur une démarche à la fois historique et épistémologique concernant ce que l'autoanalyse de Freud, telle qu'il la livre essentiellement dans  L'interprétation des rêves (1900a), apporte à l'étude de la psychanalyse ». Didier Anzieu, continue- t-elle, à la différence de Ernest Jones dans le genre de la biographie classique, effectue « à partir de la méthode psychanalytique elle-même, un retournement sur son auteur » à partir des documents de 1895 à 1902, date où Freud rompt avec Wilhelm Fliess et fonde la future Société psychanalytique de Vienne.

#### 1988
Selon Catherine Chabert, la version en 2 tomes de 1975 L'auto-analyse de Freud et la découverte de la psychanalyse , « jugée trop alourdie par ses développements et ses très nombreux documents annexes », fut « encore remaniée en une troisième version accessible aux lecteurs d'aujourd'hui, et parue en 1988 ». Dans sa 3e version, L'auto-analyse « est entièrement organisée autour des grandes découvertes freudiennes: la découverte du sens des rêves, la découverte du complexe d'Œdipe, la découverte du fantasme de scène primitive, la découverte de l'angoisse de castration ».

#### Texte-source
- Didier Anzieu, L'auto-analyse, Paris, PUF, 1re édition © 1959. Nouvelle édition, L'auto-analyse de Freud — et la découverte de la psychanalyse, 2 volumes, Paris, PUF, 1975, 853 p.; 3eéd. en 1 volume, Paris, PUF, 1988, 554 p.; 4eéd., Paris, PUF, 1998  (ISBN 2130420842).

#### Sur «l'auto-analyse» et surL'auto-analyse de Freudd'Anzieu
- Catherine Chabert, Didier Anzieu, Collection « psychanalystes d'aujourd'hui », Paris, PUF, 1996,  (ISBN 2 13 047773 9).
- Dictionnaire international de la psychanalyse (dir. A. de Mijolla), entrées: « Autoanalyse » (article de D. Anzieu) et « Autoanalyse de Freud et la découverte de la psychanalyse (L'-) » (article de S. de Mijolla-Mellor); « Anzieu, Didier » (article de R. Kaës), Paris, Hachette Littératures, 2005.
- Élisabeth Roudinesco et Michel Plon, Dictionnaire de la psychanalyse, entrée « Auto-analyse », Paris, Librairie Fayard, 1997, 2000, 2006 et 2011  (ISBN 978-2-253-08854-7).